# Galaxia elíptica M60
La Galaxia elíptica M60 (también conocida como Objeto Messier 60, Messier 60, M60, o NGC 4649) es una galaxia elíptica de la constelación de Virgo. Fue descubierta por Johann Gottfried Koehler en 1779. M60 es una de las galaxias elípticas gigantes del Cúmulo de Virgo, y la tercera en brillo tras M49 y M87. Se encuentra a una distancia de aproximadamente 55 millones de años luz de la Tierra. La supernova SN 2004W (tipo 1a) fue descubierta en M60 con una magnitud de 18,8.
Estudios recientes de esta galaxia con el telescopio de rayos X Chandra han demostrado la posible presencia en su centro de un agujero negro con una masa según diversos autores de entre 3400 millones y 4500 millones de masas solares, uno de los más grandes conocidos hasta la fecha.
Al igual que muchas otras galaxias elípticas gigantes, M60 es muy rica en cúmulos globulares, con una población de ellos estimada en alrededor de 5800.